# Альтштейн Анатолій Давидович
Анатолій Давидович Альтштейн (рос. Анато́лий Дави́дович Альтште́йн; нар.. 6 лютого 1935 року, Ялта, СРСР) — радянський та російський вірусолог; фахівець з онкогенних вірусів, вакцин, генної інженерії та походження генетичних систем. Розробник концепцій клітинного походження вірусних онкогенів (1972) і походження генетичної системи — гіпотеза прогенів (1987), яка виступає як одна з версій походження життя на Землі. Відкрив новий клас аденовірусних гібридів (1968) та запропонував безлейкозну клітинну систему для виробництва вакцин (1968). Доктор медичних наук, професор. Один із авторів Великої російської енциклопедії.

## Біографія
Народився 6 лютого 1935 року в Ялті в сім'ї лікарів Давида Йосиповича Альтштейна та Марії Борисівни Шиманович, що після війни залишились жити в Сімферополі.
У 1957 році закінчив 1-й Московський ордена Леніна медичний інститут імені І. М. Сєченова.
У 1957—1963 роках — старший лаборант, потім молодший науковий співробітник Інституту поліомієліту та вірусних енцефалітів імені М. П. Чумакова АМН СРСР.
У 1963 році в Академії медичних наук СРСР захистив дисертацію на здобуття наукового ступеня кандидата медичних наук на тему «Вивчення гострої та хронічної інфекції, що викликається вірусом кліщового енцефаліту в культурі тканини».
У 1963—1969 роках — завідувач лабораторії ентеро- та аденовірусних препаратів Міністерства охорони здоров'я СРСР.
У 1969—1981 роках — керівник групи онкогенних вірусів Інституту вірусології імені Д. Й. Івановського АМН СРСР.
У 1970 році в Інституті вірусології імені Д. Й. Івановського захистив дисертацію на здобуття наукового ступеня доктора медичних наук за темою «Дефектність онкогенних вірусів та вірусний канцерогенез: (Експериментальне дослідження на моделі папова — і аденовірусів мавп)».
У 1982—1990 — керівник групи генетики вірусів Інституту загальної генетики імені М. І. Вавилова АН СРСР.
Із 1990 року — завідувач лабораторією генетики вірусів Інституту біології гена РАН.
У 1991 році обраний членом-кореспондентом РАПН.
Головний науковий співробітник Національного дослідницького центру епідеміології та мікробіології імені М. Ф. Гамалії.
Професор кафедри інфектології та вірусології Інституту професійної освіти Першого Московського державного медичного університету ім. І. М. Сєченова.
Член редакційної колегії журналу «Молекулярная генетика, микробиология и вирусология».

## Наукові праці

### Монографії
- Общая и частная вирусология: Руководство: в 1 т. / А. Д. Альтштейн, А. Г. Букринская, А. Ф. Быковский … [и др.] ; Под ред. В. М. Жданова, С. Я. Гайдамович. — М. : Медицина, 1982. — Т. 2 : Общая вирусология. — 494 с.
- Общая и частная вирусология: Руководство: в 2 т. / А. Д. Альтштейн, А. Г. Букринская, А. Ф. Быковский … [и др.] ; Под ред. В. М. Жданова, С. Я. Гайдамович. — М. : Медицина, 1982. — Т. 2 : Частная вирусология. — 518 с.

### Статті
- Аденовирусы / Альтштейн А. Д. // А — Анкетирование [Электронный ресурс]. — 2005. — С. 224. — (Большая российская энциклопедия: [в 35 т.] / гл. ред. Ю. С. Осипов ; 2004—2017, т. 1). — ISBN 5-85270-329-X.
- Вирусология / Альтштейн А. Д. // Великий князь — Восходящий узел орбиты [Электронный ресурс]. — 2006. — С. 374—376. — (Большая российская энциклопедия: [в 35 т.] / гл. ред. Ю. С. Осипов ; 2004—2017, т. 5). — ISBN 5-85270-334-6.
- Онкогенные вирусы / Альтштейн А. Д. // Океанариум — Оясио [Электронный ресурс]. — 2014. — С. 208. — (Большая российская энциклопедия: [в 35 т.] / гл. ред. Ю. С. Осипов ; 2004—2017, т. 24). — ISBN 978-5-85270-361-3.
- Полиомавирусы / Альтштейн А. Д. // Перу — Полуприцеп [Электронный ресурс]. — 2014. — С. 674. — (Большая российская энциклопедия: [в 35 т.] / гл. ред. Ю. С. Осипов ; 2004—2017, т. 26). — ISBN 978-5-85270-363-7.